# Дандини, Эрколе
Эрколе Дандини (итал. Ercole Dandini; 25 июля 1759, Рим, Папская область — 22 июля 1840, там же) — итальянский куриальный кардинал. Секретарь Конгрегации фабрики Святого Петра с 9 марта 1816 по 10 марта 1823. Епископ Озимо и Чинголи с 10 марта 1823 по 23 мая 1824. Префект Священной Конгрегации доброго управления с 3 марта 1828 по 22 июля 1840. Кардинал-священник с 10 марта 1823, с титулом церкви Санта-Бальбина с 16 мая 1823 по 22 июля 1840.